# فاطمة خاصكية
فاطمة خاصكية هي مقاتلة فلسطينية (1902-1988)، من قرية طيرة بني صعب في المثلث الجنوبي، وهي من أوائل النّسوة اللاتي حملن السلاح، وأجدن استخدامه، إضافة لتصليح البنادق، والتعامل مع مختلف العتاد العسكري، اشتركت في الكفاح المسلح خلال الثورة الفلسطينية الكبرى عام 1936 مع زوجها محمد أبو دية، وانضمت «لفصيل عارف عبد الرازق» أحد القادة العامون للثورة الفلسطينية آنذاك.